# ایگور ورشچیگن
ایگور ورشچیگن (انگلیسی: Igor Vereshchagin؛ زادهٔ ۲۹ مهٔ ۱۹۵۲) عکاس موسیقی و خیابانی اهل اتحاد جماهیر شوروی سوسیالیستی است.

## زندگی‌نامه
ایگور ورشچیگن در ۲۹ مه ۱۹۵۲ در شهر کامنسک - اورالسکیی استان سوردلوفسک متولد شد. او از دانشکده علوم مهندسی فرکانس رادیویی مؤسسه Tomsk و تکنولوژی الکترونیک فارغ‌التحصیل شد. ایگور ورشچیگن پس از اتمام مطالعات خود در این مؤسسه چندین سال در مرکز ماشین‌های محاسبات الکترونیک کار کرد و بعداً به رئیس سرویس عکس خود تبدیل شد. در عین حال، او شروع به عکاسی در برخی روزنامه‌ها و مجلات کرد، اما رؤیای او برای عکاسی از نوازندگان و صحنه‌های خیابانی تنها پس از اینکه او به مسکو رفت محقق شد.